# Irish Ferries
Irish Ferries Limited ist eine Reederei aus Irland mit Sitz in Dublin, die Fährlinien zwischen Irland und Wales (Großbritannien) sowie zwischen Irland und Frankreich betreibt. Sie ist eine Tochter der börsennotierten Holdinggesellschaft Irish Continental Group plc. Mit der Ulysses betreibt sie die, bezogen auf die Fahrzeugkapazität, weltgrößte Autofähre.

## Geschichte
Das Unternehmen wurde 1974 als Joint-Venture der Irish Shipping Limited, der Fearnley & Eger und der schwedischen Gesellschaft Lion Ferry A/B gegründet. Ursprünglich als Irish Continental Line auf der Strecke von Rosslare in Irland nach Le Havre in Frankreich mit den Fährschiffen St. Patrick und St. Killian verkehrend, geriet Irish Shipping Limited 1984 in die Liquidation, welche am 5. Mai 1998 beendet wurde. Es wurde an die Irish Continental Line verkauft und bekam den heutigen Namen. Im Jahre 1992 übernahm Irish Ferries die British and Irish Steampacket Company Limited (B & I Line) und somit den Fährdienst zwischen Dublin und Holyhead in Wales.
Im Januar 2007 gab Irish Ferries den Kauf der Fähre Kronprins Harald für den Irland–Frankreich-Verkehr bekannt. Die Fähre bediente bis September 2007 für die norwegische Reederei Color Line die Route Kiel–Oslo. Ab Ende 2007 bediente sie als Nachfolger der Normandy unter dem Namen Oscar Wilde die Routen Rosslare–Roscoff und Rosslare–Cherbourg zwischen Irland und Frankreich.
Im Januar 2018 gab Irish Ferries den Verkauf der Jonathan Swift an Balearia bekannt. Sie wurde im April 2018 durch die Dublin Swift ersetzt, die 2016 erworben und bis 2018 als Westpac Express an das Military Sealift Command verchartert war.
Im Dezember 2018 wurde die W.B. Yeats von der Werft Flensburger Schiffbau-Gesellschaft abgeliefert. Das Schiff wird auf der Route Dublin – Cherbourg eingesetzt werden. Die von der Oscar Wilde bedienten Routen Rosslare – Roscoff und Rosslare – Cherbourg wurden Anfang 2019 eingestellt und das Schiff verkauft.
Im Januar 2018 wurde eine mit 67.300 BRZ vermessene und 165,2 Mio. Euro teure Fähre bei der Flensburger Schiffbau-Gesellschaft bestellt. Sie sollte 2020 abgeliefert werden und die Ulysses auf der Route Dublin – Holyhead ablösen. Der Vertrag wurde in Folge der Insolvenz der Bauwerft im Juni 2020 gekündigt.

## Routen

Routen der Irish Ferries

Irland – Wales
- Dublin – Holyhead
- Rosslare – Pembroke

Irland – Frankreich
- Dublin – Cherbourg

Frankreich – Großbritannien
- Calais – Dover[9]

## Flotte
- Isle of Inishmore (seit 2021); Dover – Calais (2:30 Std.)[9]
- Isle of Innisfree; Pembroke – Rosslare
- Ulysses (seit 2001); Dublin – Holyhead (3:15 Std.) – weltgrößte Autofähre bezogen auf die Fahrzeugkapazität
- Dublin Swift (seit 2018); Dublin – Holyhead
- W.B. Yeats; Dublin – Cherbourg
- Blue Star 1; Pembroke – Rosslare[10][11]
- James Joyce
- Isle of Inisheer[12]
- Oscar Wilde

ehemalige Fähren:
- Saint Patrick (1973–1982)
- Saint Killian (1978–1999); nach Umbau 1982: Saint Killian II; Rosslare/Cork – Cherbourg/Le Havre; Cork/Rosslare – Roscoff/Cherbourg/Le Havre
- Saint Patrick II (1982–1998); Rosslare/Cork – Roscoff/Cherbourg/Le Havre
- Isle of Innisfree (1995–2001); Dublin – Holyhead; Rosslare – Pembroke Dock
- Normandy (1998–2007); Rosslare – Cherbourg; Rosslare – Roscoff (17 Std.)
- Jonathan Swift (1999–2018); Dublin – Holyhead (1:49 Std.)[13]
- Oscar Wilde (2007–2019); Rosslare – Cherbourg (18:30 Std.); Rosslare – Roscoff (17:30 Std.)
- Breizh Izel (1981);  Rosslare – Cherbourg – Roscoff
- Gotland (1988); Rosslare – Cherbourg; Rosslare – Le Havre
- Isle of Inishmore (1993–1996); Dublin – Holyhead; Pembroke Dock – Rosslare; 1996 umbenannt in Isle of Inishturk
- Pride of Bilbao/Bilbao (1993–2011); verchartert an P&O European Ferries
- Purbeck[14] (1996); Dublin – Holyhead
- Peveril[15] (1997); Pembroke Dock – Rosslare
- Leili (2005); Pembroke Dock – Rosslare
- Stena Foreteller (2020)
- Epsilon (2013–2023); Dublin – Cherbourg
- Mega Express Four (2021); Dublin – Cherbourg und Dublin – Holyhead